# Alexander Marmorek

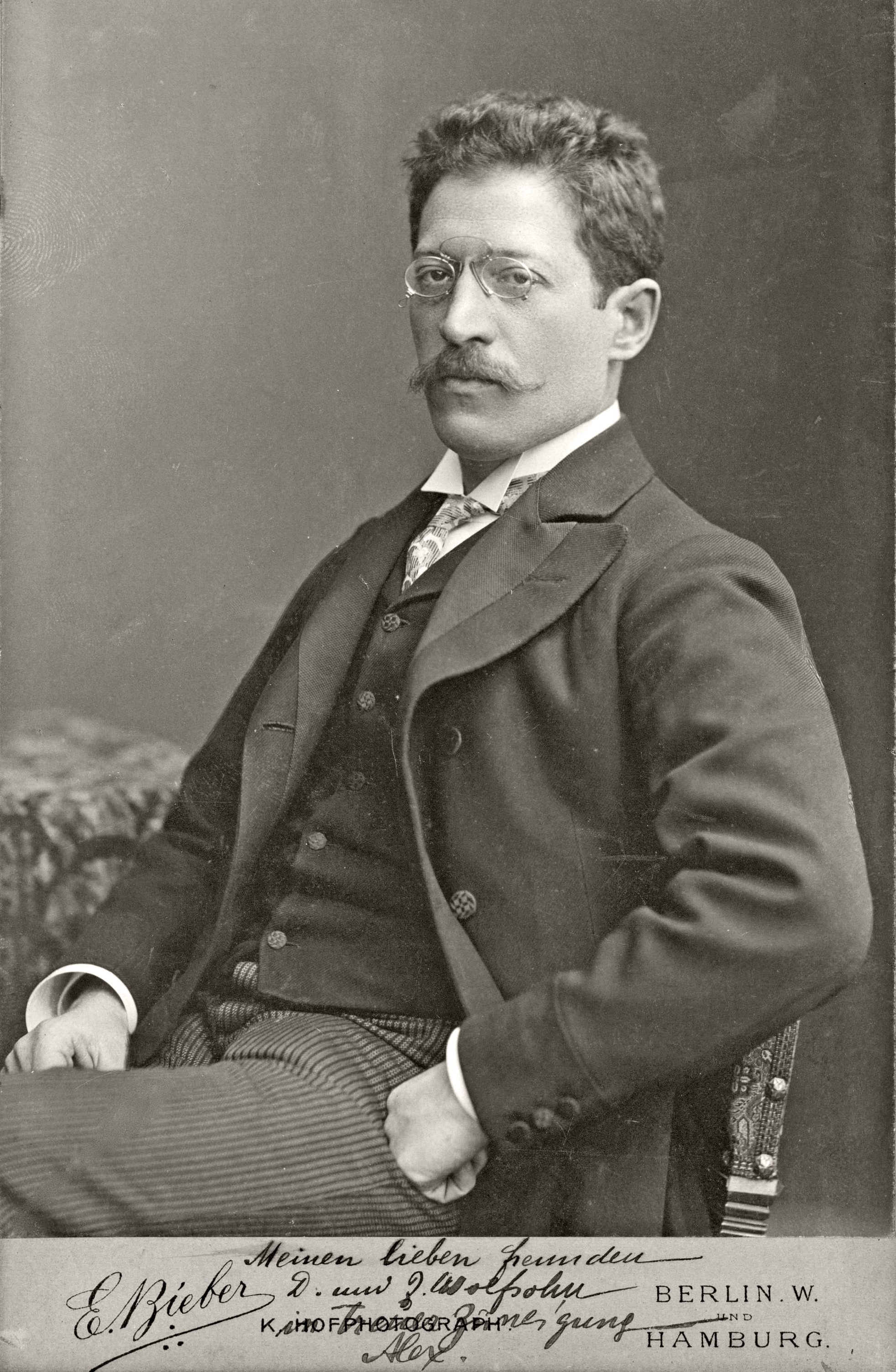
Alexander Marmorek

Alexander Marmorek (Alex Marmorek; geboren 19. Februar 1865 in Melnyzja-Podilska, Galizien, Kaisertum Österreich; gestorben 14. Juli 1923 in Paris) war ein österreichisch-französischer Bakteriologe und Zionist.

## Leben
Marmorek studierte Medizin an der Universität Wien, er wurde Mitglied der jüdischen Studentenverbindung Kadimah.  Von Louis Pasteur wurde er zur Mitarbeit in dessen Pariser Institut eingeladen. Marmorek war dort Chef de travaux. Er arbeitete besonders an der Bekämpfung der Tuberkulose und entdeckte das Streptokokkenserum zur Scharlachbehandlung.
Marmorek wurde für viele Jahre Mitglied des Großen (zionistischen) Actions-Comités; er gehörte mit seinen Brüdern Oskar Marmorek und Schiller Marmorek zum engeren Freundeskreis  von Theodor Herzl. In seinem Roman Altneuland porträtierte Herzl ihn in der Figur des Arztes Professor Dr. Steineck. Während des Ersten Weltkriegs musste Marmorek Frankreich verlassen und wurde als Militärarzt in der k. u. k. Armee an der Ostfront eingesetzt.
Kfar Marmorek, eine 1931 in Palästina gegründete jüdische Siedlung des Moschav-Ovdim-Typs, heute ein Stadtteil von Rehovot in Israel, ist nach Alexander Marmorek benannt.